# Тополёвский
Тополёвский — хутор в Урюпинском районе Волгоградской области России, в составе Добринского сельского поселения.
Население — 10 (2010)

## История
Дата основания не установлена. Хутор относился к юрту станицы Добринской Хопёрского округа Земли Войска Донского (с 1870 — Область Войска Донского). В 1859 году на хуторе проживало 66 душ мужского и 73 женского пола. По переписи 1873 года на хуторе проживало 106 мужчин и 107 женщин, в хозяйствах жителей насчитывалось 76 лошади, 80 пар волов, 227 голов прочего рогатого скота и 947 овец. Согласно переписи населения 1897 года на хуторе проживало 138 мужчин и 157 женщин. Большинство населения было неграмотным: грамотных мужчин — 52, женщин — нет.
Согласно алфавитному списку населённых мест Области Войска Донского 1915 года на хуторе имелись 2 хуторских правления, приходское училище, земельный надел хутора составлял 735 десятин, проживало 187 мужчин и 184 женщины.
С 1928 года — в составе Урюпинского района Хопёрского округа (упразднён в 1930 году) Нижне-Волжского края (с 1934 года — Сталинградского края). В 1935 году хутор передан в состав Добринского района Сталинградского края (с 1936 года Сталинградской области, с 1954 по 1957 год район входил в состав Балашовской области). В 1963 году в связи с упразднением Добринского района хутор вновь передан в состав Урюпинского района.

## География
Хутор находится в луговой степи, в пределах Калачской возвышенности, на левом берегу реки Топкая, чуть ниже хутора Кудряшевский. Рельеф местности холмистый, сильно пересечённый оврагами и балками. Центр хутора расположен на высоте около 80 метров над уровнем моря. На противоположном берегу Топкой — хутор Забурдяевский. Почвы — лугово-чернозёмные.
По автомобильным дорогам расстояние до районного центра города Урюпинска составляет 29 км, до областного центра города Волгоград — 360 км.
Часовой пояс
Тополевский, как и вся Волгоградская область, находится в часовой зоне МСК (московское время). Смещение применяемого времени относительно UTC составляет +3:00.

## Население
Динамика численности населения по годам:
| 1859 | 1873 | 1897 | 1915 | 1989 | 2002 |
| ---- | ---- | ---- | ---- | ---- | ---- |
| 139  | 223  | 295  | 371  | ≈110 | 45   |

| 2010 |
| ---- |
| 10   |